# Pionosyllis malmgreni
Pionosyllis malmgreni är en ringmaskart som beskrevs av Terry T. McIntosh 1869. Pionosyllis malmgreni ingår i släktet Pionosyllis och familjen Syllidae. Inga underarter finns listade i Catalogue of Life.